# أحمد ضيف
علي أحمد ضيف بك (1880ـ 1945 م) كاتب ومؤلف مصري، وعميد كلية دار العلوم عام 1939.

## سيرته
ولد أحمد ضيف في 1880م وتعلّم في الأزهر، وتخرج في دار العلوم. وهو أول مبعوث مصري لدراسة الأدب في فرنسا عام 1909م، وكان عمره لا يتجاوز تسعة وعشرين عاماً وأعد أطروحة لنيل درجة (دكتوراة الجامعة)، وهي درجة أقل من دكتوراة الدولة، عام 1917 على رسالة بعنوان «المذهب الوجداني والنقد الأدبي عند العرب»
أمضى في باريس ثمانية أعوام، زامل في سنوات منها طه حسين. كان يرسل من باريس بمقالات لتنشر في الصحف المصرية الصادرة في ذلك الوقت وأبرزها مجلة السفور.

## عمله
التحق بالجامعة 1918م، فقد حلّ بعد عودته من البعثة محل الشيخ مصطفى القاياتي في تدريس الأدب العربي
وبدأ في نوفمبر من ذلك العام (1918م) محاضراته التي جمعها ونشرها بعد ثلاث سنوات في كتابه «مقدمة لدراسة بلاغة العرب». وهو أول جهد جامعي مصري من نوعه باعتبار أن ضيف هو أول متخصص مصري يحاضر في الأدب على أساس المناهج الأوروبية الحديثة.

## مؤلفاته
- اشترك مع صديقه الأديب الفرنسي "فرانسوا بونجان " الذي "عاش في القاهرة خمس سنوات وعمل في إحدى مدارسها مدرسًا للغة الفرنسية[8] وكانت تربطه به علاقة صداقة قوية، فأصدرا روايتين بالفرنسية الأولى بعنوان "منصور: قصة طفل من مصر" والثانية "منصور في الأزهر"، وقال محمد فهمي عبد اللطيف إن طه حسين استعار موضوع كتابه الأيام من هذه الرواية.[9] وصدرت الطبعة الأولى 1924م ولاقت ترحيبا من النقاد والقراء على السواء، مما شجع المؤلفين على إعادة نشرها في طبعة ثانية "، وحدثت قطيعة بين الرجلين الشريكين فانفرد فرانسوا بونجان بإصدار الرواية الثالثة وهي بعنوان " الشيخ عبده المصري " إلا أن النقاد يعتقدون أن القصة الأولى تروي جوانب من طفولة "أحمد ضيف وصباه".
- " أما الكتاب الثاني الذي لا يقل أهمية عن السابق فهو بعنوان " بلاغة العرب في الأندلس " إلا أنه لم يحظ برضا زميله طه حسين الذي ما إن قرأه بعد عودته من باريس، حتى كتب فصلا نقديا نشرته جريدة السياسة في عام 1925م، اتهم فيه أحمد ضيف بأنه يرسل القول على علاته وأنه اللغة أو يهملها ونصح أحمد ضيف في نهاية الفصل بأن يحرص في كتبه المقبلة على الأناة العلمية التي تنقصه والتي تكفل من غير شك لمؤلفاته ما هي أهل له من الإتقان والفوز. ويرى النقاد أن هذا الكلام العنيف كان له وقع الخنجر المسموم في قلب أحمد ضيف لأن طه حسين ضربه في الصميم وشكك في قدراته كمعلم وباحث وذهب إلى القول بأن رجلا مثله غير ناضج لن يوفق في التعليم ومن ثم في تخريج تلاميذ وباحثين علميين".[10]
- المنتخب من أدب العرب، جمعه وشرحه بالاشتراك مع كل من: طه حسين، وأحمد الإسكندري، وأحمد أمين، وعلي الجارم، وعبد العزيز البِشري.

## كتب عنه
- خليل الشيخ، أحمد ضيف ومنهج الدراسة النقدية المقارنة، مجلة مركز الوثائق والدراسات الإنسانية، جامعة قطر، 1998.

## نقله خارج دار العلوم
صدر قرار غامض من عبد الخالق ثروت رئيس الوزراء ولطفي السيد يقضي بنقل الدكتور أحمد ضيف إلى مدرسة المعلمين العليا ويعين طه حسين أستاذًا للأدب العربي بدلا منه، وسط أقاويل بأنها كانت بطلب من طه حسين نفسه.

## وصلات خارجية
- مجلة الرسالة/العدد 331 - على ويكي مصدر